# Le Breuil (Saône-et-Loire)
Le Breuil is een gemeente in het Franse departement Saône-et-Loire (regio Bourgogne-Franche-Comté). De plaats maakt deel uit van het arrondissement Autun. Le Breuil telde op 1 januari 2022 3.508 inwoners.

## Geografie
De oppervlakte van Le Breuil bedroeg op 1 januari 2022 28,8 vierkante kilometer; de bevolkingsdichtheid was toen 121,8 inwoners per km².

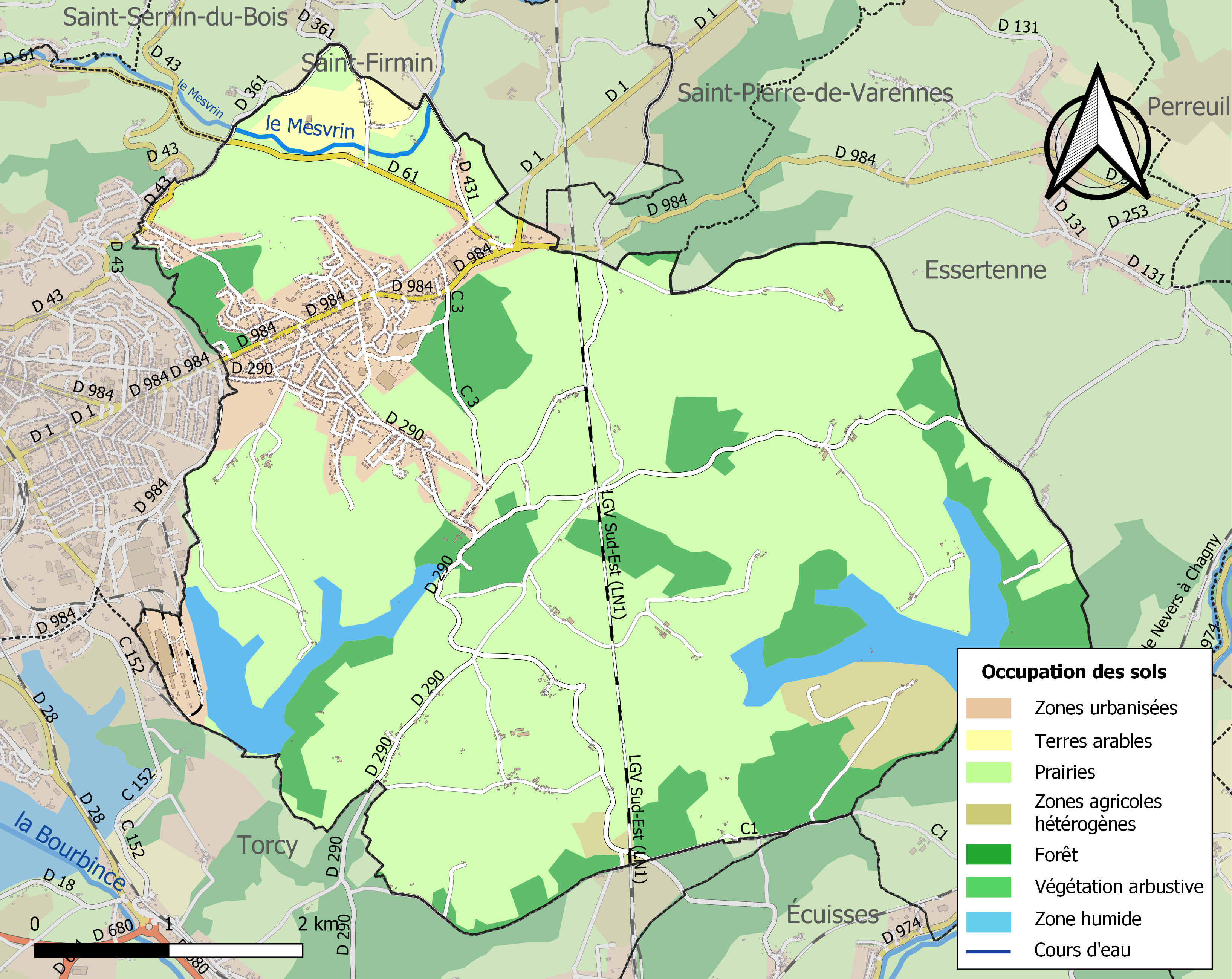
Kaart van de gemeente met de belangrijkste infrastructuur, bodemgebruik en omliggende gemeenten

## Demografie
Onderstaande figuur toont het verloop van het inwonertal (bron: INSEE-tellingen).